# Stefan Edberg
Stefan Bengt Edberg (Västervik, 19 de gener de 1966) és un tennista suec dels anys 80 i 90. Va arribar al primer lloc d'ambdós rànquings de l'ATP gràcies a haver guanyat 6 títols Grand Slam (11 finals en total) i una medalla d'or olímpica a Los Angles 1984 en individuals (medalla no oficial en ser esport de demostració) com dos de bronze a Seül 1988 en individuals i dobles. L'11 de juliol de 2004 va ingressar al Saló Internacional de la Fama del Tennis.
És el representant que més voltes ha jugat amb Suècia en la Copa Davis amb 70 representacions en 13 edicions, des de l'any 1984 fins al 1996 ininterrompudament. Durant aquest període disputa de 7 finals, guanyant la Copa Davis en 1984, 1985, 1987 i 1994. Altres mèrits inclouen haver estat un dels dos únics tennistes en aconseguir el número 1 del món en individuals i dobles (junt a John McEnroe) i ser el quart jugador amb més partits jugats (1079) com a professional, darrere de Jimmy Connors (1491), Ivan Lendl (1308) i Guillermo Vilas (1201).
Rebé el Premi Honor a la Cavallerositat Esportiva en els anys 1988, 1989, 1990, 1992 y 1995, més que cap altre jugador en la història. En 1996 l'ATP va decidir reanomenar el guardó com a Edberg Sportsmanship Award.
El seu joc era espectacular a la xarxa, es pot dir que va ser un dels millor volejador de la història d'aquest esport.

## Torneigs de Grand Slam

### Individual: 11 (6−5)
| Resultat  | Núm. | Any  | Torneig               | Oponent en la final | Marcador                    |
| --------- | ---- | ---- | --------------------- | ------------------- | --------------------------- |
| Guanyador | 1.   | 1985 | Obert d'Austràlia     | Mats Wilander       | 6−4, 6−3, 6−3               |
| Guanyador | 2.   | 1987 | Obert d'Austràlia (2) | Pat Cash            | 6−3, 6−4, 3−6, 5−7, 6−3     |
| Guanyador | 3.   | 1988 | Wimbledon             | Boris Becker        | 4−6, 7−6(2), 6−4, 6−2       |
| Finalista | 1.   | 1989 | Roland Garros         | Michael Chang       | 1−6, 6−3, 6−4, 4−6, 2−6     |
| Finalista | 2.   | 1989 | Wimbledon             | Boris Becker        | 0−6, 6−7(1), 4−6            |
| Finalista | 3.   | 1990 | Obert d'Austràlia     | Ivan Lendl          | 6−4, 6−7(3), 2−5 i retirada |
| Guanyador | 4.   | 1990 | Wimbledon (2)         | Boris Becker        | 6−2, 6−2, 3−6, 3−6, 6−4     |
| Guanyador | 5.   | 1991 | US Open               | Jim Courier         | 6−2, 6−4, 6−0               |
| Finalista | 4.   | 1992 | Obert d'Austràlia (2) | Jim Courier         | 3−6, 6−3, 4−6, 2−6          |
| Guanyador | 6.   | 1992 | US Open (2)           | Pete Sampras        | 3−6, 6−4, 7−6(5), 6−2       |
| Finalista | 5.   | 1993 | Obert d'Austràlia (3) | Jim Courier         | 2−6, 1−6, 6−2, 5−7          |

### Dobles masculins: 5 (3−2)
| Resultat  | Núm. | Any  | Torneig               | Parella       | Oponents en la final          | Marcador                      |
| --------- | ---- | ---- | --------------------- | ------------- | ----------------------------- | ----------------------------- |
| Finalista | 1.   | 1984 | US Open               | Anders Jarryd | John Fitzgerald Tomáš Šmíd    | 6−7(5), 3−6, 3−6              |
| Finalista | 2.   | 1986 | Roland Garros         | Anders Jarryd | John Fitzgerald Tomáš Šmíd    | 3−6, 6−4, 3−6, 7−6(4), 12−14  |
| Guanyador | 1.   | 1987 | Obert d'Austràlia     | Anders Jarryd | Peter Doohan Laurie Warder    | 6−4, 6−4, 7−6                 |
| Guanyador | 2.   | 1987 | US Open               | Anders Jarryd | Ken Flach Robert Seguso       | 7−6(1), 6−2, 4−6, 5−7, 7−6(2) |
| Guanyador | 3.   | 1996 | Obert d'Austràlia (2) | Petr Korda    | Sebastien Lareau Alex O'Brien | 7−5, 7−5, 4−6, 6−1            |

## Jocs Olímpics

### Individual
| Any  | Campionat                                              | Oponent          | Resultat    |
| ---- | ------------------------------------------------------ | ---------------- | ----------- |
| 1984 | Jocs Olímpics, Los Angeles, Estats Units (demostració) | Francisco Maciel | 6−1, 7−6(6) |
| 1988 | Jocs Olímpics, Seül, Corea del Sud                     |                  |             |

### Dobles
| Any  | Campionat                          | Parella       | Oponents | Resultat |
| ---- | ---------------------------------- | ------------- | -------- | -------- |
| 1988 | Jocs Olímpics, Seül, Corea del Sud | Anders Järryd |          |          |

## Biografia
Està casat amb Annette Hjort Olsen i junts tenen dos fills, Emilie i Christopher.
Edberg va destacar en el món del tennis de ben jove, va esdevenir el primer i únic tennista en completar Grand Slam en categoria júnior quan va guanyar els quatre torneigs del Grand Slam l'any 1983.
Quan es va retirar del tennis professional va començar a jugar a esquaix, i posteriorment a racketlon, en els quals va destacar ràpidament per la seva habilitat amb la raqueta. En el 2008 es va unir al circuit de veterans de tennis guanyant diversos torneigs. També va fer tasques d'entrenador, destacant la seva col·laboració durant dos anys amb Roger Federer (2014-2015), amb el qual va actuar més de mentor que d'entrenador. Va ser inclòs en l'International Tennis Hall of Fame l'any 2004.
Des de la creació del rànquing de l'ATP, Edberd i John McEnroe són els únics dos tennistes masculins en ser número 1 del rànquing individual i de dobles. Tanmateix, Edberg és l'únic que va ser escollit millor tennista de l'any individual (1990, 1991) i millor parella de dobles de l'any (1987 amb Anders Järryd). També destaca el fet que és l'únic tennista en completar el Grand Slam pur en categoria júnior, és a dir, va guanyar els quatre títols de Grand Slam en categoria júnior l'any 1983.
Since the Association of Tennis Professionals (ATP) computer rankings began, Edberg and John McEnroe are the only men to be ranked world no. 1 in both singles and doubles. Edberg is also the only player to achieve the "Junior Grand Slam" in history of the game.
Edberg is the only player to earn both Player of the Year and Doubles Team of the Year. Edberg won Player of the Year in 1990 and 1991 and Doubles Team of the Year (with fellow Swede Anders Järryd) in 1986.

## Palmarès

### Individual: 77 (41−36)
| Llegenda (pre/post 2009)                                 |
| -------------------------------------------------------- |
| Grand Slams (6−5)                                        |
| Tennis Masters Cup / ATP Finals (1−2)                    |
| ATP Masters Series / ATP World Tour Masters 1000 (8−10)  |
| ATP International Series Gold / ATP World Tour 500 (8−4) |
| ATP International Series / ATP World Tour 250 (18−15)    |

| Títols per superfície |
| --------------------- |
| Dura (22−24)          |
| Gespa (5−3)           |
| Terra batuda (3−3)    |
| Moqueta (11−6)        |

| Resultat  | Núm. | Data                   | Torneig                                                | Superfície   | Oponent en la final | Marcador                    |
| --------- | ---- | ---------------------- | ------------------------------------------------------ | ------------ | ------------------- | --------------------------- |
| Guanyador | 1.   | 19 de març de 1984     | Milà, Itàlia                                           | Moqueta (i)  | Mats Wilander       | 6−4, 6−2                    |
| Guanyador | −    | 8 d'agost de 1984      | Jocs Olímpics, Los Angeles, Estats Units (demostració) | Dura         | Francisco Maciel    | 6−1, 7−6(6)                 |
| Guanyador | 2.   | 28 de gener de 1985    | Memphis, Estats Units                                  | Moqueta (i)  | Yannick Noah        | 6−1, 6−0                    |
| Finalista | 1.   | 15 de juliol de 1985   | Bastad, Suècia                                         | Terra batuda | Mats Wilander       | 1−6, 0−6                    |
| Finalista | 2.   | 16 de setembre de 1985 | Los Angeles, Estats Units                              | Dura         | Paul Annacone       | 6−7(5), 7−6(8), 6−7(4)      |
| Guanyador | 3.   | 23 de setembre de 1985 | San Francisco, Estats Units                            | Moqueta (i)  | Johan Kriek         | 6−4, 6−2                    |
| Guanyador | 4.   | 14 d'octubre de 1985   | Basilea, Suïssa                                        | Dura (i)     | Yannick Noah        | 6−7(7), 6−4, 7−6(5), 6−1    |
| Guanyador | 5.   | 25 de novembre de 1985 | Open d'Austràlia, Austràlia                            | Gespa        | Mats Wilander       | 6−4, 6−3, 6−3               |
| Finalista | 3.   | 3 de febrer de 1986    | Memphis                                                | Moqueta (i)  | Brad Gilbert        | 5−7, 6−7(3)                 |
| Guanyador | 6.   | 7 de juliol de 1986    | Gstaad, Suïssa                                         | Terra batuda | Roland Stadler      | 7−5, 4−6, 6−1, 4−6, 6−2     |
| Finalista | 4.   | 11 d'agost de 1986     | Toronto, Canadà                                        | Dura         | Boris Becker        | 4−6, 6−3, 3−6               |
| Finalista | 5.   | 15 de setembre de 1986 | Los Angeles (2)                                        | Dura         | John McEnroe        | 2−6, 3−6                    |
| Guanyador | 7.   | 13 d'octubre de 1986   | Basilea (2)                                            | Dura (i)     | Yannick Noah        | 7−6(5), 6−2, 6−7(7), 7−6(5) |
| Finalista | 6.   | 20 d'octubre de 1986   | Tòquio (indoor), Japó                                  | Moqueta      | Boris Becker        | 6−7(5), 1−6                 |
| Guanyador | 8.   | 3 de novembre de 1986  | Estocolm, Suècia                                       | Dura (i)     | Mats Wilander       | 6−2, 6−1, 6−1               |
| Guanyador | 9.   | 12 de gener de 1987    | Open d'Austràlia (2)                                   | Gespa        | Pat Cash            | 6−3, 6−4, 3−6, 5−7, 6−3     |
| Guanyador | 10.  | 9 de febrer de 1987    | Memphis (2)                                            | Moqueta (i)  | Jimmy Connors       | 6−3, 2−1, retirada          |
| Finalista | 7.   | 16 de febrer de 1987   | Indian Wells, Estats Units                             | Dura         | Boris Becker        | 4−6, 4−6, 5−7               |
| Guanyador | 11.  | 16 de març de 1987     | Rotterdam, Països Baixos                               | Moqueta (i)  | John McEnroe        | 3−6, 6−3, 6−1               |
| Guanyador | 12.  | 13 d'abril de 1987     | Tòquio                                                 | Dura         | David Pate          | 7−6(2), 6−4                 |
| Finalista | 8.   | 27 de juliol de 1987   | Bastad (2)                                             | Terra batuda | Joakim Nyström      | 6−4, 0−6, 3−6               |
| Finalista | 9.   | 10 d'agost de 1987     | Mont-real (2)                                          | Dura         | Ivan Lendl          | 4−6, 6−7(2)                 |
| Guanyador | 13.  | 17 d'agost de 1987     | Cincinnati, Estats Units                               | Dura         | Boris Becker        | 6−4, 6−1                    |
| Finalista | 10.  | 19 d'octubre de 1987   | Los Angeles (3)                                        | Dura         | David Pate          | 4−6, 4−6                    |
| Guanyador | 14.  | 19 d'octubre de 1987   | Tòquio (indoor)                                        | Moqueta (i)  | Ivan Lendl          | 6−7(4), 6−4, 6−4            |
| Guanyador | 15.  | 2 de novembre de 1987  | Estocolm (2)                                           | Dura (i)     | Jonas Svensson      | 7−5, 6−2, 4−6, 6−4          |
| Guanyador | 16.  | 8 de febrer de 1988    | Rotterdam (2)                                          | Moqueta (i)  | Miloslav Mečíř      | 7−6(5), 6−2                 |
| Finalista | 11.  | 28 de març de 1988     | Dallas WCT, Estas Units                                | Moqueta (i)  | Boris Becker        | 4−6, 6−1, 5−7, 2−6          |
| Finalista | 12.  | 11 d'abril de 1988     | Tòquio                                                 | Dura         | John McEnroe        | 2−6, 2−6                    |
| Finalista | 13.  | 6 de juny de 1988      | Londres, Regne Unit                                    | Gespa        | Boris Becker        | 1−6, 6−3, 3−6               |
| Guanyador | 17.  | 20 de juny de 1988     | Wimbledon, Regne Unit                                  | Gespa        | Boris Becker        | 4−6, 7−6(2), 6−4, 6−2       |
| Finalista | 14.  | 15 d'agost de 1988     | Cincinnati                                             | Dura         | Mats Wilander       | 6−3, 6−7(5), 6−7(5)         |
| Guanyador | 18.  | 16 d'octubre de 1988   | Basilea (3)                                            | Dura (i)     | Jakob Hlasek        | 7−5, 6−3, 3−6, 6−2          |
| Finalista | 15.  | 6 de març de 1989      | Scottsdale, Estats Units                               | Dura         | Ivan Lendl          | 2−6, 3−6                    |
| Guanyador | 19.  | 29 d'abril de 1989     | Tòquio (2)                                             | Dura         | Ivan Lendl          | 6−3, 2−6, 2−4               |
| Finalista | 16.  | 29 de maig de 1989     | Roland Garros, França                                  | Terra batuda | Michael Chang       | 1−6, 6−3, 6−4, 4−6, 2−6     |
| Finalista | 17.  | 26 de juny de 1989     | Wimbledon                                              | Gespa        | Boris Becker        | 0−6, 6−7(2), 4−6            |
| Finalista | 18.  | 14 d'agost de 1988     | Cincinnati (2)                                         | Dura         | Brad Gilbert        | 4−6, 6−2, 6−7(5)            |
| Finalista | 19.  | 2 d'octubre de 1989    | Basilea                                                | Dura (i)     | Jim Courier         | 6−7(6), 6−3, 6−2, 0−6, 5−7  |
| Finalista | 20.  | 30 d'octubre de 1989   | París, França                                          | Moqueta (i)  | Boris Becker        | 4−6, 3−6, 3−6               |
| Guanyador | 20.  | 27 de novembre de 1989 | Grand Prix Masters, Nova York, Estats Units            | Moqueta (i)  | Boris Becker        | 4−6, 7−6(6), 6−3, 6−1       |
| Finalista | 21.  | 15 de gener de 1990    | Open d'Austràlia                                       | Dura         | Ivan Lendl          | 6−4, 6−7(3), 2−5, retirada  |
| Guanyador | 21.  | 5 de març de 1990      | Indian Wells                                           | Dura         | Andre Agassi        | 6−4, 5−7, 7−6(1), 7−6(6)    |
| Finalista | 22.  | 16 de març de 1990     | Miami, Estats Units                                    | Dura         | Andre Agassi        | 1−6, 4−6, 6−0, 2−6          |
| Guanyador | 22.  | 9 d'abril de 1990      | Tòquio (3)                                             | Dura         | Aaron Krickstein    | 6−4, 7−5                    |
| Guanyador | 23.  | 25 de juny de 1990     | Wimbledon (2)                                          | Gespa        | Boris Becker        | 6−2, 6−2, 3−6, 3−6, 6−4     |
| Guanyador | 24.  | 30 de juliol de 1990   | Los Angeles                                            | Dura         | Michael Chang       | 7−6(4), 2−6, 7−6(3)         |
| Guanyador | 25.  | 6 d'agost de 1990      | Cincinnati (2)                                         | Dura         | Brad Gilbert        | 6−1, 6−1                    |
| Guanyador | 26.  | 20 d'agost de 1990     | Long Island, Estats Units                              | Dura         | Goran Ivanišević    | 7−6(3), 6−3                 |
| Finalista | 23.  | 1 d'octubre de 1990    | Sydney, Austràlia                                      | Dura (i)     | Boris Becker        | 6−7(4), 4−6, 4−6            |
| Finalista | 24.  | 22 d'octubre de 1990   | Estocolm, Suècia                                       | Dura (i)     | Boris Becker        | 4−6, 0−6, 3−6               |
| Guanyador | 27.  | 29 d'octubre de 1990   | París                                                  | Moqueta (i)  | Boris Becker        | 3−3, retirada               |
| Finalista | 25.  | 12 de novembre de 1990 | ATP Tour World Championships, Frankfurt, Alemanya      | Moqueta (i)  | Andre Agassi        | 7−5, 6−7(5), 5−7, 2−6       |
| Guanyador | 28.  | 18 de febrer de 1991   | Stuttgart, Alemanya                                    | Moqueta (i)  | Jonas Svensson      | 6−2, 3−6, 7−5, 6−2          |
| Guanyador | 29.  | 8 d'abril de 1991      | Tòquio (4)                                             | Dura         | Ivan Lendl          | 6−1, 7−5, 6−0               |
| Guanyador | 30.  | 10 de juny de 1991     | Londres                                                | Gespa        | David Wheaton       | 6−2, 6−3                    |
| Finalista | 26.  | 19 d'agost de 1991     | Long Island                                            | Dura         | Ivan Lendl          | 3−6, 2−6                    |
| Guanyador | 31.  | 10 de setembre de 1991 | US Open, Estats Units                                  | Dura         | Jim Courier         | 6−2, 6−4, 6−0               |
| Guanyador | 32.  | 6 d'octubre de 1991    | Sydney (indoor)                                        | Dura (i)     | Brad Gilbert        | 6−2, 6−2, 6−2               |
| Guanyador | 33.  | 20 d'octubre de 1986   | Tòquio (indoor) (2)                                    | Moqueta (i)  | Derrick Rostagno    | 6−3, 1−6, 6−2               |
| Finalista | 27.  | 21 d'octubre de 1991   | Estocolm (2)                                           | Dura (i)     | Boris Becker        | 6−3, 4−6, 6−1, 2−6, 2−6     |
| Finalista | 28.  | 13 de gener de 1992    | Open d'Austràlia (2)                                   | Dura         | Jim Courier         | 3−6, 6−3, 4−6, 2−6          |
| Finalista | 29.  | 17 de febrer de 1992   | Stuttgart (indoor)                                     | Moqueta (i)  | Goran Ivanišević    | 7−6(5), 3−6, 4−6, 4−6       |
| Guanyador | 34.  | 4 de maig de 1992      | Hamburg, Alemanya                                      | Terra batuda | Michael Stich       | 5−7, 6−4, 6−1               |
| Guanyador | 35.  | 17 d'agost de 1992     | New Haven, Estats Units                                | Dura         | MaliVai Washington  | 7−6(4), 6−1                 |
| Guanyador | 36.  | 31 d'agost de 1992     | US Open (2)                                            | Dura         | Pete Sampras        | 3−6, 6−4, 7−6(5), 6−2       |
| Finalista | 30.  | 5 d'octubre de 1992    | Sydney (indoor)                                        | Dura (i)     | Goran Ivanišević    | 4−6, 2−6, 4−6               |
| Finalista | 31.  | 18 de gener de 1993    | Open d'Austràlia (3)                                   | Dura         | Jim Courier         | 2−6, 1−6, 6−2, 5−7          |
| Guanyador | 37.  | 26 d'abril de 1993     | Madrid, Espanya                                        | Terra batuda | Sergi Bruguera      | 6−3, 6−3, 6−2               |
| Finalista | 32.  | 9 d'agost de 1993      | Cincinnati (3)                                         | Dura         | Michael Chang       | 5−7, 6−0, 4−6               |
| Finalista | 33.  | 27 de setembre de 1993 | Basilea (2)                                            | Dura (i)     | Michael Stich       | 4−6, 7−6(5), 3−6, 2−6       |
| Guanyador | 38.  | 3 de gener de 1994     | Doha, Qatar                                            | Dura         | Paul Haarhuis       | 6−3, 6−2                    |
| Guanyador | 39.  | 14 de febrer de 1994   | Stuttgart (indoor)                                     | Moqueta (i)  | Goran Ivanišević    | 4−6, 6−4, 6−2, 6−2          |
| Guanyador | 40.  | 18 de juliol de 1994   | Washington DC, Estats Units                            | Dura         | Jason Stoltenberg   | 6−4, 6−2                    |
| Finalista | 34.  | 8 d'agost de 1994      | Cincinnati (4)                                         | Dura         | Michael Chang       | 2−6, 5−7                    |
| Guanyador | 41.  | 2 de gener de 1995     | Doha (2)                                               | Dura         | Magnus Larsson      | 7−6(4), 6−1                 |
| Finalista | 35.  | 17 de juliol de 1995   | Washington DC                                          | Dura         | Andre Agassi        | 4−6, 6−2, 5−7               |
| Finalista | 36.  | 10 de juny de 1996     | Londres (2)                                            | Gespa        | Boris Becker        | 4−6, 6−7(3)                 |

#### Períodes com a número 1
| Núm. | Precedit per | Dates                   | Succeït per  | Setmanes | Acumulat |
| ---- | ------------ | ----------------------- | ------------ | -------- | -------- |
| 1.   | Ivan Lendl   | 13/08/1990 − 27/01/1991 | Boris Becker | 24       | 24       |
| 2.   | Boris Becker | 18/02/1991 − 07/07/1991 | Boris Becker | 20       | 44       |
| 3.   | Boris Becker | 09/09/1991 − 09/02/1992 | Jim Courier  | 22       | 66       |
| 4.   | Jim Courier  | 23/03/1992 − 12/04/1992 | Jim Courier  | 3        | 69       |
| 5.   | Jim Courier  | 14/09/1992 − 04/10/1992 | Jim Courier  | 3        | 72       |

### Dobles masculins: 19 (18−11)
| Llegenda (pre/post 2009)                                 |
| -------------------------------------------------------- |
| Grand Slams (1−2)                                        |
| Jocs Olímpics Bronze (1)                                 |
| Tennis Masters Cup / ATP Finals (2−0)                    |
| ATP Masters Series / ATP World Tour Masters 1000 (0−1)   |
| ATP International Series Gold / ATP World Tour 500 (0−0) |
| ATP International Series / ATP World Tour 250 (9−5)      |

| Títols per superfície |
| --------------------- |
| Dura (3−5)            |
| Gespa (1−0)           |
| Terra batuda (3−2)    |
| Moqueta (5−1)         |

| Resultat  | Núm. | Data                   | Torneig                                  | Superfície   | Parella              | Oponents en la final            | Marcador                  |
| --------- | ---- | ---------------------- | ---------------------------------------- | ------------ | -------------------- | ------------------------------- | ------------------------- |
| Finalista | 1.   | 10 d'octubre de 1983   | Basilea, Suïssa                          | Dura (i)     | Florin Segărceanu    | Pavel Složil Tomáš Šmíd         | 1−6, 6−3, 6−7             |
| Guanyador | 1.   | 7 de maig de 1984      | Hamburg, Alemanya                        | Terra batuda | Anders Järryd        | Heinz Günthardt Balázs Taróczy  | 6−3, 6−1                  |
| Finalista | 2.   | 9 de setembre de 1984  | US Open, Estats Units                    | Dura         | Anders Järryd        | John Fitzgerald Tomáš Šmíd      | 6−7, 3−6, 3−6             |
| Finalista | 4.   | 8 d'octubre de 1984    | Basilea (2)                              | Dura (i)     | Tim Wilkison         | Pavel Složil Tomáš Šmíd         | 6−7, 2−6                  |
| Guanyador | 2.   | 11 de març de 1985     | Brussel·les, Bèlgica                     | Moqueta      | Anders Järryd        | Kevin Curren Wojtek Fibak       | 6−3, 7−6                  |
| Guanyador | 3.   | 15 de juliol de 1985   | Bastad, Suècia                           | Terra batuda | Anders Järryd        | Sergio Casal Emilio Sánchez     | 6−0, 7−6                  |
| Finalista | 4.   | 12 d'agost de 1985     | Mont-real, Canadà                        | Dura         | Anders Järryd        | Ken Flach Robert Seguso         | 7−5, 6−7, 3−6             |
| Guanyador | 4.   | 19 d'agost de 1985     | Cincinnati, Estats Units                 | Dura         | Anders Järryd        | Joakim Nyström Mats Wilander    | 4−6, 6−2, 6−3             |
| Guanyador | 5.   | 13 de gener de 1985    | Nabisco Masters, Nova York, Estats Units | Moqueta      | Anders Järryd        | Joakim Nyström Mats Wilander    | 6−1, 7−6                  |
| Finalista | 5.   | 27 de gener de 1986    | Filadelfia, Estats Units                 | Moqueta      | Anders Järryd        | Scott Davis David Pate          | 6−7, 6−3, 3−6, 5−7        |
| Finalista | 6.   | 10 de febrer de 1986   | Miami, Estats Units                      | Dura         | Anders Järryd        | Brad Gilbert Vincent Van Patten | Renúncia                  |
| Guanyador | 6.   | 24 de març de 1986     | Rotterdam, Països Baixos                 | Moqueta      | Slobodan Živojinović | Wojtek Fibak Matt Mitchell      | 2−6, 6−3, 6−2             |
| Finalista | 7.   | 26 de maig de 1986     | Roland Garros, França                    | Terra batuda | Anders Järryd        | John Fitzgerald Tomáš Šmíd      | 6−3, 4−6, 6−3, 6−7, 12−14 |
| Finalista | 8.   | 7 de juliol de 1986    | Gstaad, Suïssa                           | Terra batuda | Joakim Nyström       | Sergio Casal Emilio Sánchez     | 3−6, 6−3, 3−6             |
| Guanyador | 7.   | 15 de setembre de 1986 | Los Angeles, Estats Units                | Dura         | Anders Järryd        | Peter Fleming John McEnroe      | 3−6, 7−5, 7−6             |
| Guanyador | 8.   | 1 de desembre de 1986  | Nabisco Masters (2)                      | Moqueta      | Anders Järryd        | Guy Forget Yannick Noah         | 6−3, 7−6, 6−3             |
| Guanyador | 9.   | 12 de gener de 1987    | Open d'Austràlia, Austràlia              | Gespa        | Anders Järryd        | Peter Doohan Laurie Warder      | 6−4, 6−4, 7−6             |
| Guanyador | 10.  | 16 de març de 1987     | Rotterdam (2)                            | Moqueta      | Anders Järryd        | Chip Hooper Mike Leach          | 3−6, 6−3, 6−4             |
| Guanyador | 11.  | 27 de juliol de 1987   | Bastad (2)                               | Terra batuda | Anders Järryd        | Sergio Casal Emilio Sánchez     | 7−6, 6−3                  |
| Guanyador | 12.  | 10 d'agost de 1987     | Mont-real                                | Dura         | Pat Cash             | Peter Doohan Laurie Warder      | 6−7, 6−3, 6−4             |
| Guanyador | 13.  | 31 d'agost de 1987     | US Open                                  | Dura         | Anders Järryd        | Ken Flach Robert Seguso         | 7−6, 6−2, 4−6, 5−7, 7−6   |
| Guanyador | 14.  | 2 de novembre de 1987  | Estocolm, Suècia                         | Dura (i)     | Anders Järryd        | Jim Grabb Jim Pugh              | 6−3, 6−4                  |
| Finalista | 9.   | 11 de juliol de 1988   | Bastad                                   | Terra batuda | Nicklas Kroon        | Patrick Baur Udo Riglewski      | 7−6, 3−6, 6−7             |
| Finalista | 10.  | 1 d'octubre de 1990    | Sydney (indoor), Austràlia               | Dura (i)     | Ivan Lendl           | Broderick Dyke Peter Lundgren   | 2−6, 4−6                  |
| Guanyador | 15.  | 8 d'abril de 1991      | Tòquio, Japó                             | Dura         | Todd Woodbridge      | John Fitzgerald Anders Järryd   | 6−4, 5−7, 6−4             |
| Guanyador | 16.  | 19 d'abril de 1993     | Montecarlo, Mònaco                       | Terra batuda | Petr Korda           | Paul Haarhuis Mark Koevermans   | 3−6, 6−2, 7−6             |
| Finalista | 11.  | 9 d'agost de 1993      | Cincinnati, Estats Units                 | Dura         | Henrik Holm          | Andre Agassi Petr Korda         | 6−7, 4−6                  |
| Guanyador | 17.  | 2 de gener de 1995     | Doha, Qatar                              | Dura         | Magnus Larsson       | Andrei Olhovskiy Jan Siemerink  | 7−6, 6−2                  |
| Guanyador | 18.  | 15 de gener de 1996    | Open d'Austràlia (2)                     | Dura         | Petr Korda           | Sébastien Lareau Alex O'Brien   | 7−5, 7−5, 4−6, 6−1        |

#### Períodes com a número 1
| Núm. | Precedit per | Dates                   | Succeït per  | Setmanes | Acumulat |
| ---- | ------------ | ----------------------- | ------------ | -------- | -------- |
| 1.   | Ken Flach    | 09/06/1986 − 24/08/1986 | Yannick Noah | 11       | 11       |
| 2.   | Andrés Gómez | 26/01/1987 − 22/02/1987 | Yannick Noah | 4        | 15       |

### Equips: 7 (3−4)
| Resultat  | Núm. | Data                                   | Torneig                                        | Superfície       | Equip                                        | Oponents                                                               | Marcador |
| --------- | ---- | -------------------------------------- | ---------------------------------------------- | ---------------- | -------------------------------------------- | ---------------------------------------------------------------------- | -------- |
| Guanyador | 1.   | 16−18 de desembre de 1984              | Copa Davis, Göteborg, Suècia                   | Terra batuda (i) | Anders Järryd Henrik Sunstrom Mats Wilander  | Jimmy Arias Jimmy Connors Peter Fleming John McEnroe                   | 4−1      |
| Guanyador | 2.   | 20−22 de desembre de 1985              | Copa Davis, Múnic, Alemanya Occidental (2)     | Moqueta (i)      | Anders Järryd Joakim Nystrom Mats Wilander   | Boris Becker Andreas Maurer Hans Schwaier Michael Westphal             | 3−2      |
| Finalista | 1.   | 26−28 de desembre de 1986              | Copa Davis, Melbourne, Austràlia               | Gespa            | Anders Järryd Joakim Nystrom Mikael Pernfors | Pat Cash John Fitzgerald Peter McNamara Paul McNamee                   | 2−3      |
| Finalista | 2.   | 16−18 de desembre de 1988              | Copa Davis, Göteborg, Suècia (2)               | Terra batuda (i) | Kent Carlsson Anders Järryd Mats Wilander    | Boris Becker Eric Jelen Patrik Kuhnen Carl-Uwe Steeb                   | 1−4      |
| Finalista | 3.   | 15−17 de desembre de 1989              | Copa Davis, Stuttgart, Alemanya Occidental (3) | Moqueta (i)      | Jan Gunnarson Anders Järryd Mats Wilander    | Boris Becker Eric Jelen Patrik Kuhnen Carl-Uwe Steeb                   | 2−3      |
| Guanyador | 3.   | 2−4 de desembre de 1994                | Copa Davis, Moscou, Rússia (3)                 | Moqueta (i)      | Jan Apell Jonas Bjorkman Magnus Larsson      | Andrey Cherkasov Ievgueni Kàfelnikov Andrei Olhovskiy Alexander Volkov | 3−2      |
| Finalista | 4.   | 29 de novembre − 1 de desembre de 1996 | Copa Davis, Malmö, Suècia (4)                  | Dura (i)         | Jonas Bjorkman Thomas Enqvist Nicklas Kulti  | Arnaud Boetsch Guy Forget Cedric Pioline Guillaume Raoux               | 2−3      |

## Trajectòria

### Individual
| Open d'Austràlia | A   | 2R    | QF    | G           | NC          | G           | SF    | QF          | F           | SF          | F     | F           | SF          | 4R          | 2R    | 2 / 13  | 56−10   |
| Roland Garros | A   | A     | 2R    | QF          | 2R          | 2R          | 4R    | F           | 1R          | QF          | 3R    | QF          | 1R          | 2R          | 4R    | 0 / 13  | 30−13   |
| Wimbledon | A   | 2R    | 2R    | 4R          | 3R          | SF          | G     | F           | G           | SF          | QF    | SF          | 2R          | 2R          | 2R    | 2 / 14  | 49−12   |
| US Open | A   | 1R    | 2R    | 4R          | SF          | SF          | 4R    | 4R          | 1R          | G           | G     | 2R          | 3R          | 3R          | QF    | 2 / 14  | 43−12   |
| Jocs Olímpics | NC  | NC    | A     | No celebrat | No celebrat | No celebrat | 3r    | No celebrat | No celebrat | No celebrat | 1R    | No celebrat | No celebrat | No celebrat | A     | 0 / 2   | 9 – 2   |
| Tennis Masters Cup | A   | A     | A     | 1R          | SF          | SF          | SF    | G           | F           | A           | RR    | RR          | RR          | A           | A     | 1 / 9   | 18−14   |
| Total Victòries−Derrotes                                                                                                   | 0−3 | 12−10 | 32−17 | 60−19       | 70−21       | 78−12       | 67−18 | 64−16       | 70−15       | 76−17       | 68−24 | 61−26       | 60−26       | 42−20       | 46−26 | 806−270 | 806−270 |
| Rànquing a final d'any | 523 | 53    | 20    | 5           | 5           | 2           | 5     | 3           | 1           | 1           | 2     | 5           | 7           | 23          | 14    |         |         |
| Llegenda: G: Guanyador; F: Finalista; SF: Semifinalista; QF: Quarts de final; Q: Qualificació; A: Absent; RR: Round Robin; |     |       |       |             |             |             |       |             |             |             |       |             |             |             |       |         |         |

### Dobles masculins
| Open d'Austràlia | A  | 1R | 2R | 1R          | NC          | G           | A  | QF          | QF          | 1R          | 1R  | 3R          | 3R          | A           | G  | 2 / 11 | 20−8  |
| Roland Garros | A  | A  | QF | SF          | F           | A           | A  | A           | A           | A           | A   | SF          | A           | A           | 3R | 0 / 5  | 18−5  |
| Wimbledon | A  | 1R | 3R | 3R          | 1R          | SF          | A  | A           | A           | A           | A   | A           | A           | A           | A  | 0 / 5  | 8−5   |
| US Open | A  | 3R | F  | 2R          | 2R          | G           | A  | A           | A           | A           | A   | A           | A           | 1R          | A  | 1 / 6  | 15−5  |
| Jocs Olímpics | NC | NC | A  | No celebrat | No celebrat | No celebrat | 3r | No celebrat | No celebrat | No celebrat | 1R  | No celebrat | No celebrat | No celebrat | A  | 0 / 2  | 3 – 2 |
| Tennis Masters Cup | A  | A  | A  | G           | G           | SF          | A  | A           | A           | A           | A   | A           | A           | A           | A  | 2 / 3  | 6−3   |
| Rànquing a final d'any | –  | –  | 13 | 6           | 3           | 3           | 74 | 74          | 128         | 86          | 123 | 27          | 125         | 119         | 44 |        |       |
| Llegenda: G: Guanyador; F: Finalista; SF: Semifinalista; QF: Quarts de final; Q: Qualificació; A: Absent; RR: Round Robin; |    |    |    |             |             |             |    |             |             |             |     |             |             |             |    |        |       |

## Guardons
- ATP Player of the Year (1990)
- ITF World Champion (1990, 1991)
- ATP Doubles Team of the Year (1987 amb Anders Järryd)
- Svenska Dagbladet Gold Medal (1990)